# صموئيل بادغر
صموئيل بادغر هو سياسي أمريكي، ولد في 6 ديسمبر 1786، وتوفي في 14 مارس 1866.